# 歐幾里得鎮區 (明尼蘇達州波爾克縣)
歐幾里得鎮區（英語：Euclid Township）是位於美國明尼蘇達州波爾克縣的一個行政鎮區。

## 地方資料
歐幾里得鎮區的面積為92.11平方千米，皆為陸地。根據2020年美國人口普查的數據，當地共有人口134人，而人口密度為每平方千米1.45人。